# Кад сване дан
Кад сване дан је српски филм из 2012. године. Сценарио за филм написали су Филип Давид и Горан Паскаљевић, који је и режирао филм.
Филм је у Србији премијерно приказан у Крагујевцу 17. августа 2012. године, а своју светску премијеру је имао 9. септембра на Интернационалном филмском фестивалу у Торонту.
Филм је био српски кандидат за Оскара за најбољи филм ван енглеског говорног подручја за 2012. годину.

## Радња
Филм је прича о професору музике у пензији, Миши Бранкову, који под необичним околностима открива своје право порекло. На месту где је некада био нацистички логор за Јевреје у Другом светском рату, радници случајно проналазе лимену кутију са документима коју је далеке 1941. године закопао логораш Исак Вајс. 
Професор сазнаје да су његови прави родитељи Вајсови, који су га пре него што су одведени у логор дали на чување пријатељима, породици Бранков. У кутији је и недовршена музичка партитура под називом Кад сване дан, коју је компоновао Исак Вајс. 
Трагајући за истином о себи и свом пореклу професор Миша трага и за мало познатом истином о логору Judenlager Semlin, једним од најстрашнијих нацистичких стратишта у самом срцу данашњег Београда. Истовремено професорова опсесија јесте да доврши започету композицију свога оца и да је изведе на месту некадашњег логора...што му на крају, после низа перипетија, и полази за руком.
Кроз данашњи живот и трагање за страдалим родитељима преплићу се слике холокауста, на месту које је данас у Београду необележено, оронуло и заборављено.

## Улоге
| Глумац              | Улога                 |
| ------------------- | --------------------- |
| Мустафа Надаревић   | Професор Миша Бранков |
| Мира Бањац          | Ана Бранков           |
| Зафир Хаџиманов     | Марко Поповић         |
| Предраг Ејдус       | Рабин                 |
| Мето Јовановски     | Митар                 |
| Тома Јовановић      | Најфелд               |
| Раде Којадиновић    | Коста Бранков         |
| Олга Одановић       | Избеглица             |
| Нада Шаргин         | Марија                |
| Небојша Глоговац    | Малиша                |
| Власта Велисављевић | Домар у Синагоги      |
| Ана Стефановић      | Хана                  |
| Ратко Милетић       | Комшија               |
| Бора Ненић          | Ћелави                |
| Дамир Тодоровић     | Немачки официр        |
| Марко Јеремић       | Човек у стану         |
| Јелена Ђулвезан     | Жена у стану          |
| Дарко Маринковић    | Боле                  |
| Гавра Николић       | Раде                  |
| Чарни Дерић         | Исак Вајс             |
| Арон Балаж          | Купац клавира         |
| Константин Делетић  | Дечак                 |
| Маја Крстић         | Девојчица             |
| Милан Томић         | Чамџија               |
| Александра Ширкић   | Сара Вајс             |

## Награде
2013. – Palm Springs International Film Festival – Bridging the Borders Award for Best Film-Special Mention,
2012. – Film Festival in Terni, Italy – Grand Prix for Best Film,
2012. – International Film Festival in Mérida, Spain – Grand Prix for Best Movie and Audience Award,
2012. – European Film Festival in Les Arcs, France – Audience Choice Award.

## Критика
Кристина Ђуковић:
Будући да је главни лик старији, усамљен господин, високо образован, хуманистички настројен о чему сведоче бесплатни часови музике за талентовану децу, готово је немогуће прогутати да целу причу о аутобусима - душегупкама први пут чује онда кад му у Јеврејском музеју кустос преда траг о његовим правим родитељима. Постављање главног јунака као табула раза тачке на самом почетку филма очигледно је био најлакши начин ауторима да причу о Старом сајмишту „онеобиче“, примакну је гледаоцу као тек откривени ужас не би ли продрмали публику. Међутим, ова пречица заиста не доноси потребну катарзу, будући да гледалац ипак и пре свега мора да поверује у причу, а не у идеју коју је аутор желео да пренесе. Онда Паскаљевић као да очекује од гледаоца да му верује попут детета које упија све што му одрасли, уз минимум мимике, причају пред спавање. Наравно, могуће је увек рећи да је гледалац некултуран, неодговоран и цивилизацијски незрео да се загледа у своју прошлост и бави њеним великим траумама. И то је можда истина, али нема никакве везе са филмом, већ је успутна, крајње лења констатација сваког културног радника који тобож држи до себе и пристојности.